# سنجاب زمینی دائوری
سنجاب زمینی دائوری (نام علمی: Spermophilus dauricus) نام یک گونه از سرده دانه‌دوست‌ها است.